# Хоппус, Марк
Марк Аллан Хоппус (англ. Mark Allan Hoppus; 15 марта 1972) — американский панк-рок музыкант и композитор, наибольшую известность получил как бас-гитарист и вокалист группы Blink-182, также являясь её единственным неизменным участником. Также является одним из основателей группы +44 и одним из участников супергруппы Simple Creatures.

## Биография
Родился 15 марта 1972 года, в Сан Диего, штат Калифорния. Родители Марка, Кэрри и Джордж, развелись, когда ему было 8 лет, и Марк поехал жить вместе с отцом в маленький пустынный городок Риджкрест. Его сестра, Энн, осталась с матерью в Сан Диего. Марк часто сидел дома один, потому что его отец работал допоздна, и однажды, после просмотра вечерних новостей об убийцах-мотоциклистах на свободе, Марк услышал шум мотоцикла снаружи и испугался, он спрятался и позвонил своей маме. Позже он вернулся в Сан Диего, и всё это время часто говорил о том, что очень хочет играть в группе. Сестра Марка познакомила его с Томом Делонгом, в результате чего и был образован Blink, впоследствии переименованный в Blink-182.
Девушке Марка на то время не нравилось, что он тратит большую часть денег на группу, нежели на вещи, которые, по её словам, «были куда важнее», она поставила его перед выбором: либо он заканчивает играть в группе, либо их отношения заканчиваются. Марк, как ни странно, ушёл из группы, но спустя несколько дней пришёл в чувство и порвал с девушкой, после чего вернулся в Blink. Ко всему прочему, Марк пишет песни невероятными темпами. Песня «Dammit» была написана им в течение пяти минут, а ноты для песни были сочинены на старой акустической гитаре, на которой отсутствовало две струны, но и это не сделало песню хуже.
Марк получил репутацию «наиболее дружелюбно настроенного к фанатам», он время от времени появляется в сети, общается с фанатами, подписывает диски, болтает со зрителями после шоу, наравне с этим он ещё и являлся наиболее безбашенным участником группы.

## Немузыкальные проекты
Марк Хоппус появлялся в кино и на телевидении. Впервые в качестве актёра Марк снялся в фильме «Американский пирог», где играл участника гаражной рок-группы вместе с Томом ДеЛонгом и Тревисом Баркером. Также вместе с ДеЛонгом Хоппус исполнил кавер на композицию «Dead Man’s Curve» группы Jan and Dean для телесериала канала CBS под названием Shake, Rattle and Roll: An American Love Story. Марк также писал колонки для журнала Risen Magazine под названием «Beyond Us». Ко всему прочему он снялся в фильме о современной панк-рок музыке под названием One Nine Nine Four. Фильм должен был выйти в 2009 году, но по неизвестным причинам его выход был отложен. В 2010 году он присоединился к девятой ежегодной судейской коллегии Independent Music Awards, чтобы помочь независимым музыкантам в продвижении их карьеры. Также Хоппус является телеведущим собственного шоу под названием «Hoppus On Music», в котором обсуждались новости музыки, присутствовали репортажи с корреспондентами шоу и приглашались разные знаменитости.

## Личная жизнь
Хоппус женился на Скай Эверли 2 декабря 2000 года. С Эверли Марк познакомился на съёмках клипа на песню Blink-182 «All the Small Things». В 2002 году Эверли родила сына.
23 июня 2021 года Марк объявил, что болен раком и уже три месяца проходит химиотерапию. 27 июня, на трансляции в Twitch, Хоппус уточнил, что страдает от четвёртой стадии диффузной B-крупноклеточной лимфомы . 3 сентября 2021 года Том ДеЛонг выложил в Инстаграм скриншот переписки с Хоппусом, согласно которой, Марк уже окончил курс химиотерапии.